# Heudebouville
Heudebouville és un municipi francès situat al departament de l'Eure i a la regió de Normandia. L'any 2007 tenia 782 habitants.

## Demografia

### Població
El 2007 la població de fet de Heudebouville era de 782 persones. Hi havia 304 famílies, de les quals 68 eren unipersonals (20 homes vivint sols i 48 dones vivint soles), 76 parelles sense fills, 132 parelles amb fills i 28 famílies monoparentals amb fills.
La població ha evolucionat segons el següent gràfic:
Habitants censats

### Habitatges
El 2007 hi havia 364 habitatges, 312 eren l'habitatge principal de la família, 38 eren segones residències i 14 estaven desocupats. 314 eren cases i 47 eren apartaments. Dels 312 habitatges principals, 223 estaven ocupats pels seus propietaris, 78 estaven llogats i ocupats pels llogaters i 11 estaven cedits a títol gratuït; 1 tenia una cambra, 28 en tenien dues, 36 en tenien tres, 76 en tenien quatre i 171 en tenien cinc o més. 253 habitatges disposaven pel capbaix d'una plaça de pàrquing. A 124 habitatges hi havia un automòbil i a 175 n'hi havia dos o més.

### Piràmide de població
La piràmide de població per edats i sexe el 2009 era:
| Homes | Edats   | Dones |
| ----- | ------- | ----- |
| 0     | 95 o +  | 4     |
| 0     | 90 a 94 | 4     |
| 0     | 85 a 89 | 4     |
| 4     | 80 a 84 | 8     |
| 4     | 75 a 79 | 0     |
| 4     | 70 a 74 | 24    |
| 32    | 65 a 69 | 8     |
| 16    | 60 a 64 | 8     |
| 36    | 55 a 59 | 8     |
| 32    | 50 a 54 | 28    |
| 28    | 45 a 49 | 36    |
| 36    | 40 a 44 | 28    |
| 8     | 35 a 39 | 36    |
| 24    | 30 a 34 | 16    |
| 36    | 25 a 29 | 28    |
| 16    | 20 a 24 | 32    |
| 32    | 15 a 19 | 20    |
| 20    | 10 a 14 | 32    |
| 28    | 5 a 9   | 16    |
| 8     | 0 a 4   | 20    |

## Economia
El 2007 la població en edat de treballar era de 527 persones, 402 eren actives i 125 eren inactives. De les 402 persones actives 366 estaven ocupades (195 homes i 171 dones) i 36 estaven aturades (14 homes i 22 dones). De les 125 persones inactives 52 estaven jubilades, 40 estaven estudiant i 33 estaven classificades com a «altres inactius».

### Ingressos
El 2009 a Heudebouville hi havia 318 unitats fiscals que integraven 784 persones, la mediana anual d'ingressos fiscals per persona era de 20.257 €.

### Activitats econòmiques
Dels 71 establiments que hi havia el 2007, 1 era d'una empresa extractiva, 3 d'empreses alimentàries, 1 d'una empresa de fabricació de material elèctric, 2 d'empreses de fabricació d'elements pel transport, 9 d'empreses de fabricació d'altres productes industrials, 9 d'empreses de construcció, 14 d'empreses de comerç i reparació d'automòbils, 5 d'empreses de transport, 4 d'empreses d'hostatgeria i restauració, 1 d'una empresa d'informació i comunicació, 2 d'empreses financeres, 2 d'empreses immobiliàries, 12 d'empreses de serveis, 3 d'entitats de l'administració pública i 3 d'empreses classificades com a «altres activitats de serveis».
Dels 15 establiments de servei als particulars que hi havia el 2009, 3 eren tallers de reparació d'automòbils i de material agrícola, 1 paleta, 2 fusteries, 3 lampisteries, 2 electricistes, 2 perruqueries, 1 restaurant i 1 agència immobiliària.
Dels 5 establiments comercials que hi havia el 2009, 1 era un hipermercat, 1 una botiga de menys de 120 m², 1 una fleca, 1 una botiga de material de revestiment de parets i terra i 1 una joieria.
L'any 2000 a Heudebouville hi havia 7 explotacions agrícoles.

## Equipaments sanitaris i escolars
L'únic equipament sanitari que hi havia el 2009 era una farmàcia.
El 2009 hi havia una escola elemental.

## Poblacions més properes
El següent diagrama mostra les poblacions més properes.